# Iwan Knorr
Pour les articles homonymes, voir Knorr (homonymie).
Iwan Knorr (Pseudonyme d’Ivan Otto Armand ; Mewe ou Marienwerder, 3 janvier 1853 – Francfort, 22 janvier 1916) est un compositeur et pédagogue allemand.

## Biographie
Armand Knorr, son père, exerçait la profession de photographe. La famille se rend en Russie lorsqu'il est un petit garçon de trois ans et de Riga déménage en Allemagne en 1867 pour s'installer à Leipzig. Ivan a 15 ans et fréquente le lycée. Il reçoit les premiers cours de piano de sa mère.
Il entre au Conservatoire de Leipzig et étudie avec Ignaz Moscheles (piano) et Ernst Friedrich Richter et Carl Reinecke (théorie). Son opus 1 de 1873 est un trio avec piano. Ses autres professeurs sont Salomon Jadassohn, Oscar Paul, Theodor Coccius et Robert Papperitz. Parmi ses camarades de classe figurent des noms connus : Hermann Kretzschmar, Paul Klengel, Edmund Röthlisberger et Karl Muck, un temps considéré comme le meilleur pianiste du Conservatoire de Leipzig.
En 1874, Knorr est nommé professeur de musique du Kaiserlichen Dameninstitut de Kharkov, retourne en Russie. En 1878, il est nommé en outre de ses activités de directeur de l'Enseignement théorique à Kharkov, à la société Impériale Russe de Musique. À partir de cette période, il passe les deux mois d'été en Allemagne avec sa famille. En 1877, il envoie à Johannes Brahms à Vienne ses Variations pour orchestre sur une chanson ukrainienne « avec une demande de jugement sincère ». La réponse de Brahms fut : « en tout état de cause, il dispose du côté agréable, et l'on peut attendre le meilleur de son créateur ». C'était, pour Knorr, bien sûr, un puissant mobile pour d'autres compositions. Suivent, entre autres, un Quintette avec piano, des Variations et Fugue sur une chanson populaire un russe également envoyées à Brahms, qui lui a rapidement répondu avec suggestions bienveillantes. Le Quintette a été publié plus tard, probablement en raison de la lettre de Brahms, et à Francfort remanié en Quatuor et publié dans cette version comme opus 3. À la fin de décembre 1882, incité par Brahms, la représentation des Variations dirigée par Friedrich Hegar, à Zurich. Knorr n'avait alors qu'une envie : celle de revenir en Allemagne. Brahms l'aide en recommandant le jeune artiste à ses amis : Franz Stockhausen à Strasbourg, Franz Wüllner à Dresde et Bernhard Scholz. Le temps était venu de déménager de Kharkov à Francfort.

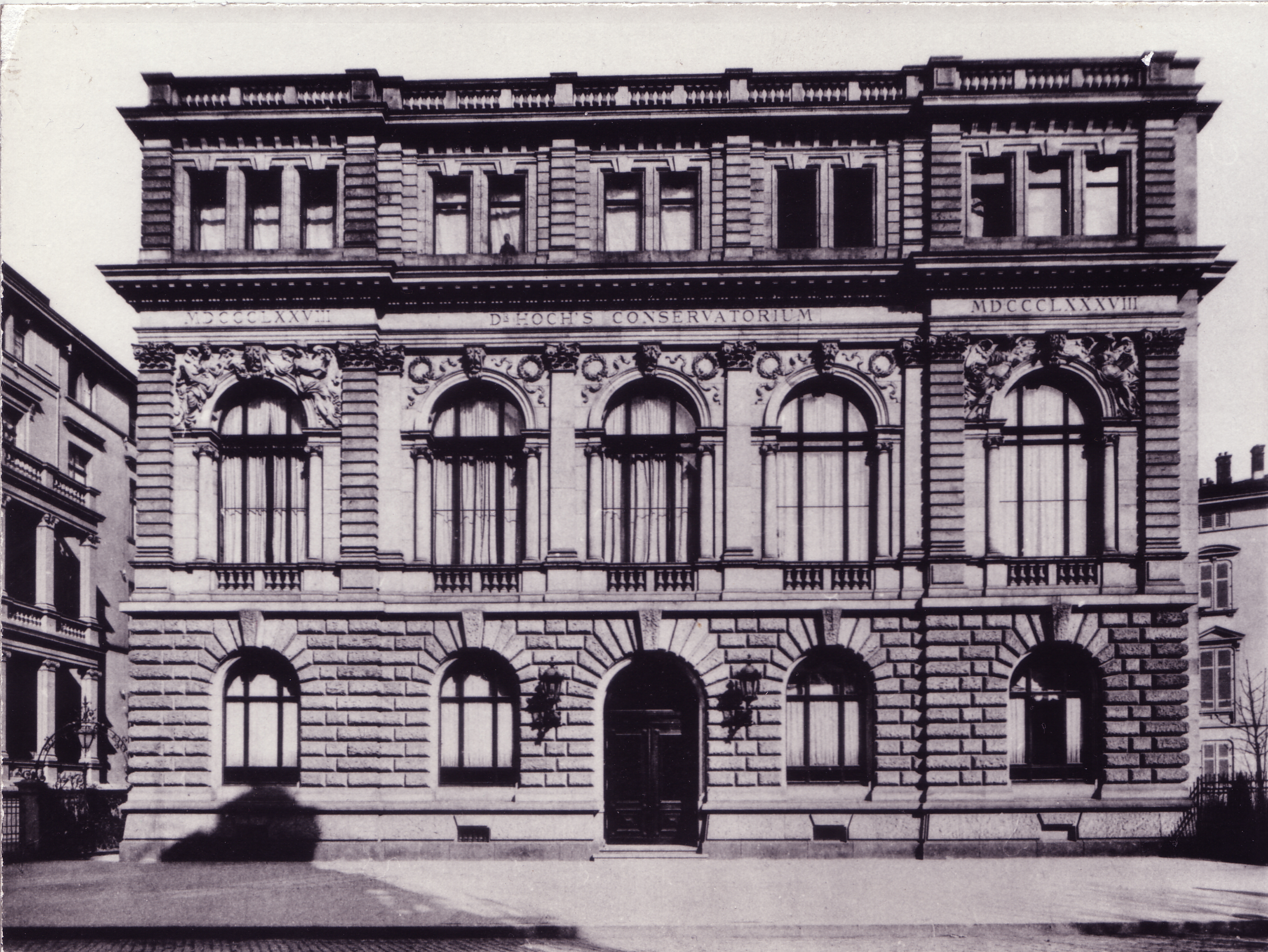
La façade du Conservatoire Hoch de Francfort en 1900.

En 1883, Knorr est nommé professeur de piano au Conservatoire Hoch de Francfort, lorsque Bernhard Scholz en est le directeur, juste après la mort de Joachim Raff. Ainsi commence la deuxième période de sa vie, dans laquelle en tant qu'artiste créateur et éducateur parvenu à sa maturité, il se fond dans l'animation des échanges avec des artistes tels que Bernard Scholz, Clara Schumann, Lazzaro Uzielli, Ernst Engesser, Fritz Bassermann et de nombreux autres. Le nombre d'élèves du Conservatoire au cours de l'année 1884/85 était de : 127 dames et 62 hommes, soit 189 étudiants. Le séminaire associé au Conservatoire a été suivi par : 6 garçons et 16 filles.
À partir de 1888, il prend en plus les classes de théorie et d'histoire de la Musique, et de libre composition. En 1895, il est nommé professeur royal. En 1908, après la démission de Scholz de son poste de directeur, Knorr prend sa suite.
Sous le patronage du Landgrave de Hesse, Knorr crée en 1908 une bourse afin de soutenir les élèves les plus démunis.
En 1880 à Kharkov, Knorr épouse Marie de Schidlowsky.

## Œuvres (Sélection)
Moritz Bauer, dans la nécrologie de Knorr, divise les œuvres en trois périodes créatrices :
1. 1873-1889 : époque de Kharkov et des premiers temps à Francfort. S'étend du premier Trio jusqu'à l'Ukrainische Liebeslieder. Cette période marqué par la préférence pour la musique de chambre est extrêmement fertile.
2. 1890, jusqu'à 1904 : période caractérisée par une tendance pour les compositions orchestrales et grandes formes, en particulier la forme de suites et trouve son apogée dans la Scène de Maria, le Sinfonischen Phantasie, de la Fee Ogliana, la Suite en si majeur, et s'étend jusqu'à l'époque de la création du premier Opéra.
3. 1905-1916 : comprend les œuvres majeures comme die Marien-Legende, et deux opéras et la Passacaille et Fugue pour orchestre.

Les numéros d'opus ne correspondent pas à la chronologie de composition.
- Variations sur un Thème de Robert Schumann pour Trio avec piano, op. 1
- Quatuor avec piano en mi-bémol majeur, op. 3
- Ukrainische Liebeslieder pour quatuor vocal et piano, op. 5
- Variations sur une chanson populaire ukrainienne, pour orchestre, op. 7 (Breitkopf & Härtel, 1891)
- Variations sur une chanson populaire russe pour deux pianos, op. 8
- 8 Chansons pour chœur mixte, op. 11
- Symphonische Fantasie, op. 12, 1899
- Sérénade en ré majeur, pour orchestre, op. 17
- Dunja, opéra en 2 actes, op. 18 (Créé en 1904 à Coblence)
- Suite pour orchestre, Aus der Ukraine, op. 20
- Die Hochzeit [Le Mariage], Opéra (1907 à Prague)
- Durchs Fenster, Opéra en un acte (1908 à Karlsruhe)

## Publications
- Tchaïkovski, Berlin 1900
- Aufgaben für den Unterricht in der Harmonielehre: für die Schüler des Dr. Hoch’schen Konservatoriums in Frankfurt/Main. Zusammengestellt von Iwan Knorr, 7. Auflage, Breitkopf & Härtel, Leipzig 1903; archive.org
- Lehrbuch der Fugenkomposition. Breitkopf & Härtel, Leipzig 1911; archive.org
- Die Fugen des wohltemperierten Klaviers von Jh. Seb. Bach in bildlicher Darstellung. Breitkopf & Härtel, Leipzig 1912; bei der Uni Rochester
- Iwan Knorr, Hugo Riemann, Josef Sittard: Johannes Brahms, Symphonien und andere Orchesterwerke Meisterführer Nr. 3. Schlesinger’sche Buch- und Musikhandlung, Berlin; archive.org

## Élèves (Sélection)
- Ernest Bloch
- Walter Braunfels
- Clemens von Franckenstein (de)
- Carl Friedberg (de)
- Oskar Fried
- Harry B. Gardiner
- Hans Jelmoli (de)
- Walter Lampe
- Frank Limbert
- Norman O'Neill
- Paul Ottenheimer
- Hans Pfitzner
- Roger Quilter
- Johanna Renk
- Willy Renner
- Cyril Scott
- Bernhard Sekles
- Ernst Toch
- Hermann Zilcher